# Giuseppe Atzeni
Giuseppe «Giusi» Atzeni (* 8. April 1978 in Altdorf) ist ein Schweizer Radrennfahrer.

## Sportliche Laufbahn
2005 gehörte Giuseppe Atzeni zu dem Team, das das Mannschaftszeitfahren der Vuelta a El Salvador gewann. Beim Bahnrad-Weltcup 2006/07 in Sydney wurde er Zweiter im Scratch hinter dem Weissrussen Wassil Kiryjenka.
Seit 2006 fährt Atzeni hauptsächlich Steherrennen auf der Bahn. In dieser Disziplin wurde er dreimal – 2007, 2009 und 2010 – Europameister (Weltmeisterschaften werden nicht mehr ausgetragen), 2011 wurde er Vize-Europameister hinter dem Niederländer Patrick Kos. Bis 2016 errang er mit seinem Schrittmacher Mathias Luginbühl sechsmal den Schweizer-Meister-Titel auf der Offenen Rennbahn Zürich-Oerlikon.
Siebenmal gewann Giuseppe Atzeni die Steher-Wettbewerbe bei Sechstagerennen.
Im November 2019 startete Atzeni bei den Wieler 3 Daagse im niederländischen Alkmaar bei seinem letzten internationalen Wettbewerb; künftig will er nur noch nationale Rennen in Zürich bestreiten. Entgegen dieser Ansage nahm er 2022 an den UEC-Bahn-Europameisterschaften 2022 der Steher in Lyon und mit belegte mit Luginbühl Platz zwei.

## Erfolge
| 2005 - Mannschaftszeitfahren Vuelta a El Salvador 2006 - Europameister – Steherrennen 2007 - Schweizer Meister – Steherrennen 2009 - Europameister – Steherrennen - Schweizer Meister – Steherrennen 2010 - Europameister – Steherrennen 2011 - Europameisterschaft – Steherrennen 2012 - Schweizer Meister – Steherrennen (hinter Mathias Luginbühl) 2013 - Europameisterschaft – Steherrennen (hinter André Dippel) - Schweizer Meister – Steherrennen (hinter Mathias Luginbühl) | 2014 - Schweizer Meister – Steherrennen (hinter Mathias Luginbühl) 2015 - Schweizer Meister – Steherrennen (hinter Mathias Luginbühl) 2016 - Europameisterschaft – Steherrennen (hinter René Aebi) 2017 - Schweizer Meister – Steherrennen (hinter Mathias Luginbühl) 2018 - Schweizer Meister – Steherrennen (hinter Mathias Luginbühl) 2019 - Schweizer Meister – Steherrennen (hinter Mathias Luginbühl) 2022 - Europameisterschaft – Steherrennen (hinter Mathias Luginbühl) 2023 - Schweizer Meister – Steherrennen (hinter Mathias Luginbühl) |

## Teams
- 2000 KIA-Villiger Suisse

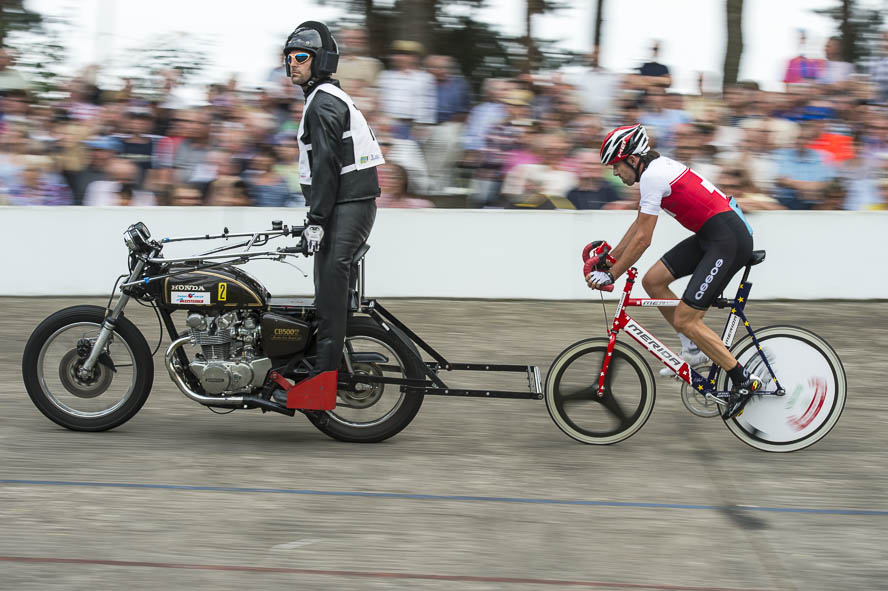
Atzeni mit Schrittmacher André Dippel bei der Europameisterschaft in Nürnberg (2013)

- 2009 Nazionale Elettronica New Slot-Hadimec